# Raspes de Cell Negre
Les Raspes de Cell Negre és un fons de vall del terme de Sarroca de Bellera, al Pallars Jussà, en el territori de l'antic terme de Benés.
Estan situades al capdamunt de la Valiri, del qual és la capçalera. Forma un circ que és el vessant meridional de la Serra des Tres Pessons i del Tossal Llarg.